# Dekanat łozieński
Dekanat łozieński – jeden z dwudziestu jeden dekanatów wchodzących w skład eparchii witebskiej i orszańskiej Egzarchatu Białoruskiego Patriarchatu Moskiewskiego.
Dziekanem jest protojerej Wiaczesław Paszkiewicz.

## Parafie w dekanacie[1]
- Parafia Ikony Matki Bożej Życiodajne Źródło w Babinowiczach
  - Cerkiew Ikony Matki Bożej Życiodajne Źródło w Babinowiczach
- Parafia Opieki Matki Bożej w Dobromyślach
  - Cerkiew Opieki Matki Bożej w Dobromyślach
- Parafia Iwerskiej Ikony Matki Bożej w Krynkach
  - Cerkiew Iwerskiej Ikony Matki Bożej w Krynkach
- Parafia Podwyższenia Krzyża Pańskiego w Łoźnie
  - Cerkiew Podwyższenia Krzyża Pańskiego w Łoźnie
- Parafia Wniebowstąpienia Pańskiego w Łoźnie
  - Cerkiew Wniebowstąpienia Pańskiego w Łoźnie
- Parafia Ikony Matki Bożej Wspomagająca Chlebem w Puszkach
  - Cerkiew Ikony Matki Bożej Wspomagająca Chlebem w Puszkach
- Parafia św. Mikołaja Cudotwórcy w Wieleszkowiczach
  - Cerkiew św. Mikołaja Cudotwórcy w Wieleszkowiczach

## Galeria

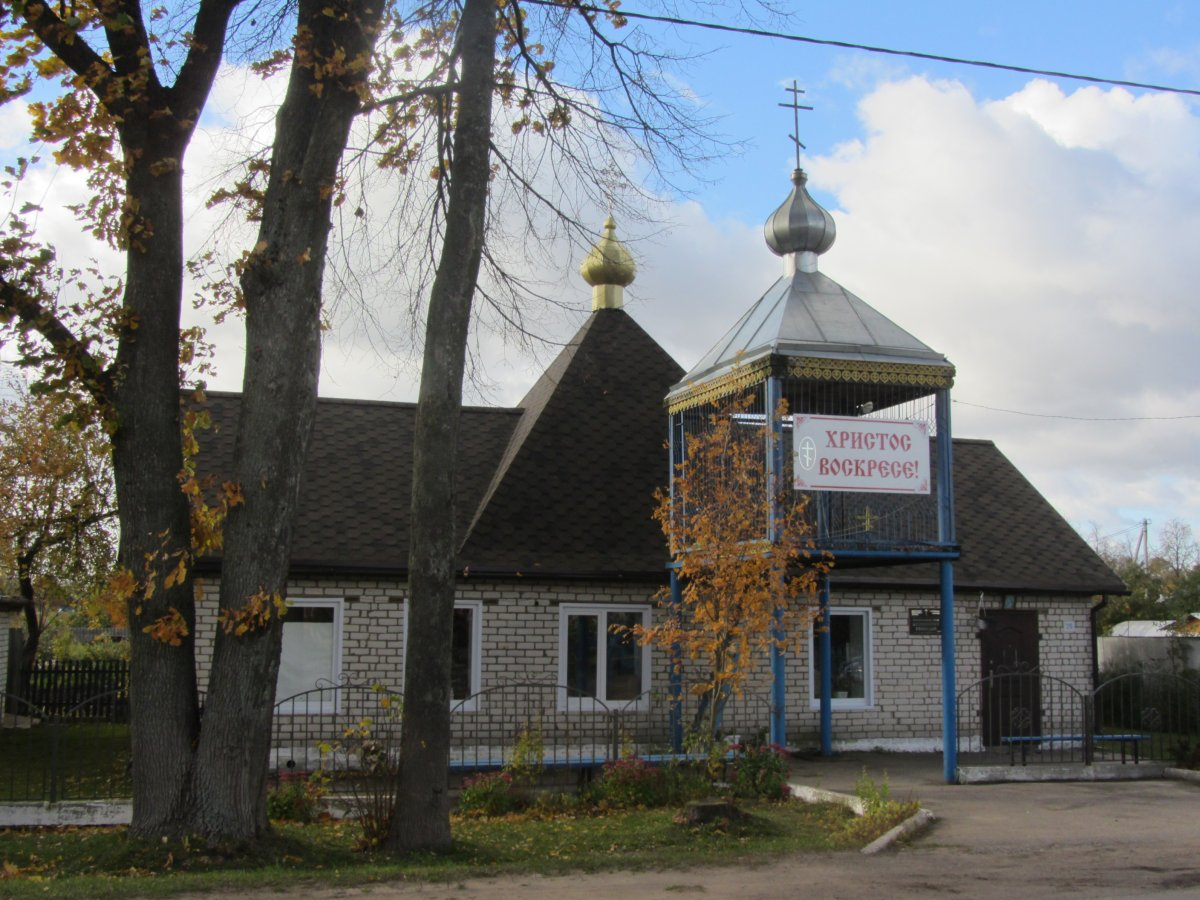
Cerkiew Wniebowstąpienia Pańskiego w Łoźnie